# Az én apám
Az én apám (dansk: min far) er en sang af den ungarske sanger Joci Pápai. Den vil repræsentere Ungarn i Eurovision Song Contest 2019 i Tel Aviv, Israel. sangen er en medium-tempo ballade om Pápais barndomsminder. Sangen kvalificerede sig ikke til finalen.